# سلحفاة مزركشة
سلحفاة مزركشة أو اللُجأة المطلية هي إحدى أنواع السلاحف التي تستوطن أمريكا الشمالية، يصل طولها إلى 5-6 بوصة والقوقعة مفلطحة وملساء ويوجد خطوط جميلة حمراء اللون ومزركشة على الحواف الخارجية للقوقعة والأطراف وكذلك توجد خطوط صفراء على الرأس والبطن ولونها أخضر .